# منحنی فراگیری
منحنی فراگیری (انگلیسی: Learning curve) که بنام منحنی یادگیری نیز شناخته می‌شود یک نمایش گرافیکی از رابطه بین میزان مهارت یک فرد در انجام یک کار و میزان تجربهٔ او است. مهارت (بر روی محور عمودی گراف اندازه‌گیری می‌شود) معمولاً با افزایش تجربه (محور افقی) افزایش می‌یابد، به این معنا که هر چه کسی یک کار را بیشتر انجام دهد، عملکرد او در آن کار بهتر است.
عبارت رایج «یک منحنی یادگیری شیب‌دار» نامی اشتباه و گمراه‌کننده است که نشان‌دهندهٔ یادگیری یک فعالیت دشوار است و صرف تلاش زیاد مهارت را تا حد زیادی افزایش نمی‌دهد، در حالیکه منحنی یادگیری با شروع شیب تند در واقع نشان‌دهندهٔ پیشرفت سریع است. در واقع، گرادیان منحنی ربطی به سختی کلی یک فعالیت ندارد، بلکه میزان مورد انتظار تغییر سرعت یادگیری را در طول زمان بیان می‌کند. فعالیتی که یادگیری اصول اولیه آن آسان است، اما کسب مهارت در آن دشوار باشد است که می‌تواند به عنوان داشتن یک منحنی یادگیری تند توصیف شود.
منحنی یادگیری ممکن است به یک کار خاص یا مجموعه‌ای از دانش اشاره داشته باشد. هرمان ابینگ‌هاوس برای اولین بار منحنی یادگیری را در سال ۱۸۸۵ در زمینه روانشناسی یادگیری توصیف کرد، هرچند که این نام تا سال ۱۹۰۳ مورد استفاده قرار نگرفت. در سال ۱۹۳۶ تئودور پل رایت تأثیر یادگیری را بر هزینه‌های تولید در صنعت هواپیما شرح داد. این شکل که در آن هزینهٔ واحد در برابر کل تولید رسم می‌شود، گاهی منحنی تجربه نیز نامیده می‌شود.

## در روانشناسی
اولین استفادهٔ شناخته شده از اصطلاح «منحنی یادگیری» مربوط به سال ۱۹۰۳ است: «برایان» و «هارتر» در بررسی خود در مورد فراگیری زبان تلگراف، منحنی یادگیری را یافتند که در آغاز رشد سریع داشت و پس از آن دوره‌ای آهسته‌تر داشت. یادگیری، و بنابراین به محور عمودی محدب بود."

## در اقتصاد
در سال ۱۹۳۶، تئودور پل رایت اثر یادگیری بر هزینه‌های تولید در صنایع هوافضایی را شرح داد و یک مدل ریاضی از منحنی یادگیری را پیشنهاد کرد.
در سال ۱۹۶۸، بروس هندرسون از گروه مشاوره بوستون (bcg) مدل «هزینهٔ واحد» را در سال ۱۹۶۸ عمومیت داد و به‌طور خاص از یک قانون قدرت استفاده کرد که گاهی قانون هندرسون نامیده می‌شود.<ref>او این نسخه ویژه را منحنی تجربه نامید.
تحقیقات توسط bcg در دههٔ ۱۹۷۰ اثر منحنی تجربه در صنایع مختلف را بررسی کرد که از ۱۰ تا ۲۵ درصد متغیر بودند.
یادگیری اقتصادی بهره‌وری و بهره‌وری به‌طور کلی همان انواع منحنی‌های تجربه را دنبال می‌کند و اثرات ثانویهٔ جالبی دارد. بهره‌وری و بهبود بهره‌وری را می‌توان به عنوان کل سازمان یا صنعت یا فرآیندهای یادگیری اقتصادی و نیز برای افراد در نظر گرفت. الگوی عمومی برای نخستین بار با سرعت بالا می‌رود و سپس کاهش می‌یابد، به طوری که سطح قابل قبولی از پیشرفت روش‌شناسی حاصل می‌شود.